# La Macaza
Pour les articles homonymes, voir Macaza.
La Macaza est une municipalité du Québec (Canada), située dans la municipalité régionale de comté d'Antoine-Labelle, dans la région administrative des Laurentides.

## Histoire
Son nom viendrait de celui d'un membre des Premières Nations qui campait à cet endroit.
Bien que la région était depuis longtemps habitée par des Algonquins, les débuts de la colonisation remonteraient aux environs de 1866. Les tout premiers colons auraient été Léon Ouellette et Héloïse Richer , suivis de Philias Charbonneau. Entre 50 et 60 habitants peuplent le village au tournant de 1896. Fait particulier : La Macaza s’accroît également grâce à une immigration d’origine est-européenne, principalement des juifs, des Polonais et des Ukrainiens.
La paroisse Notre-Dame-du-Divin-Pasteur, constituant la base du village, est fondée en 1904, en même temps que le pont couvert Macaza. Les ponts étaient à l’époque couverts pour les protéger de la pourriture et des intempéries. De type Town élaboré, celui-ci est le dernier de sa catégorie à être toujours debout dans la Vallée de la Rouge, et l’un des derniers au Québec.
Le village bénéficie du passage de la voie ferrée qui, grâce à l’impulsion du curé Antoine Labelle, s’étend progressivement de Montréal à Mont-Laurier entre 1876 et 1909. La municipalité de La Macaza prend naissance en 1930.
Entre 1973, le Collège Manitou ouvre ses portes sur une ancienne base militaire américaine, mais ferme en 1976.
En 2002, La Macaza est fusionnée avec trois autres municipalités pour former la nouvelle ville de Rivière-Rouge. Après un référendum tenu en 2006, La Macaza retrouve une autonomie relative. Voir : Réorganisations municipales québécoises. En 2012, la municipalité s'agrandit de 0,1 km2 par l'annexion d'une partie du territoire non organisé de Baie-des-Chaloupes.
La base militaire de la Macaza, sur les lieux de laquelle se trouve maintenant le pénitencier, héberge entre 1963 et 1971 28 missiles Bomarcs à ogives nucléaires, dans le cadre de l'accord de défense aérienne NORAD signé entre le Canada et les États-Unis pendant la guerre froide,.

### Communauté juive
Soutenus par la Jewish Colonization Association, fondée par le Baron Maurice de Hirsch, les juifs qui arrivent à La Macaza au tournant du siècle sont principalement d’origine russe ou roumaine, et fuient les pogroms et les conditions difficiles de leurs pays d’origine.
Six familles juives s’installent à La Macaza en 1899, puis une cinquantaine d’autres dans les 20 années qui suivirent. Les difficultés à maintenir une école juive pour la communauté incitent plusieurs parents à envoyer leurs enfants se scolariser à Montréal. La colonie s’éteint progressivement à partir des années 1950.
L’un des premiers colons, Jacob Pascal, adopte La Macaza comme résidence secondaire et vit principalement à Montréal, où il ouvrira la chaîne de quincaillerie Pascal.

## Géographie
La rivière Macaza traverse la municipalité du nord-est vers le sud-ouest jusqu'à sa confluence avec la rivière Rouge qui coule vers le sud sur la limite sud-ouest de la municipalité.
Le Lac Macaza, situé au centre de la municipalité, est un élargissement de la rivière Macaza.

## Démographie
| 1991 | 1996  | 2001  | 2006 | 2011  | 2016  | 2021  |
| ---- | ----- | ----- | ---- | ----- | ----- | ----- |
| 900  | 1 020 | 1 015 | 980  | 1 053 | 1 150 | 1 094 |

## Administration
Les élections municipales se font en bloc pour le maire et les six conseillers.
| La Macaza Maires depuis 2005                                                                                         |                   |         |          |
| Élection | Maire             | Qualité | Résultat |
| 2005 | Christian Bélisle |         | Voir     |
| 2009 | Christian Bélisle | Voir    |          |
| n/d | Pierre Payer      |         | Voir     |
| 2013 | Céline Beauregard |         | Voir     |
| 2017 | Céline Beauregard | Voir    |          |
| 2021 | Yves Bélanger     |         | Voir     |
| Élection partielle en italique Depuis 2005, les élections sont simultanées dans toutes les municipalités québécoises |                   |         |          |

## Particularités
Un pénitencier fédéral à sécurité moyenne se trouve à la Macaza. L'aéroport international La Macaza – Mont Tremblant accueillera de nouveau les vols de tourisme dès l'hiver 2021.

## Éducation
Les élèves francophones fréquentent l'école du Méandre à Rivière-Rouge pour la maternelle jusqu'en 3e secondaire, par la suite c est l'école Saint-Joseph à Mont-Laurier qui accueille  la 4e et 5e secondaire du centre de service scolaire Antoine-Labelle. Une autre partie de la Ville de la Mazaca qui se trouve plus a l'ouest fréquente l école primaire et secondaire du centre de service scolaire des Laurentides. Les élèves anglophones du primaire et du secondaire sont desservis par l'école anglophone Sainte Agathe Academy, à Sainte-Agathe-des-Monts, gérée par la Commission scolaire Sir Wilfrid Laurier.

## Galerie

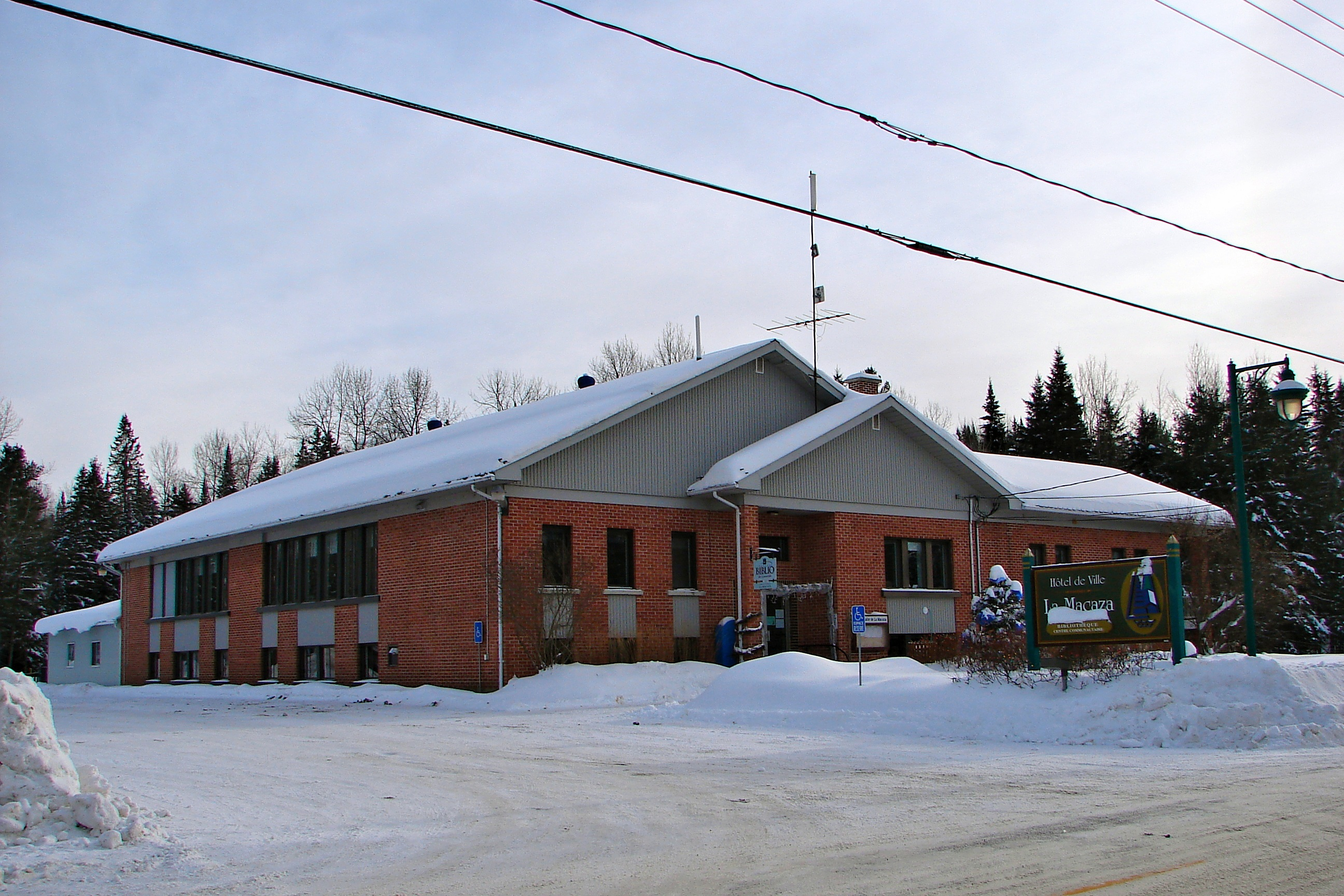
Hôtel de ville
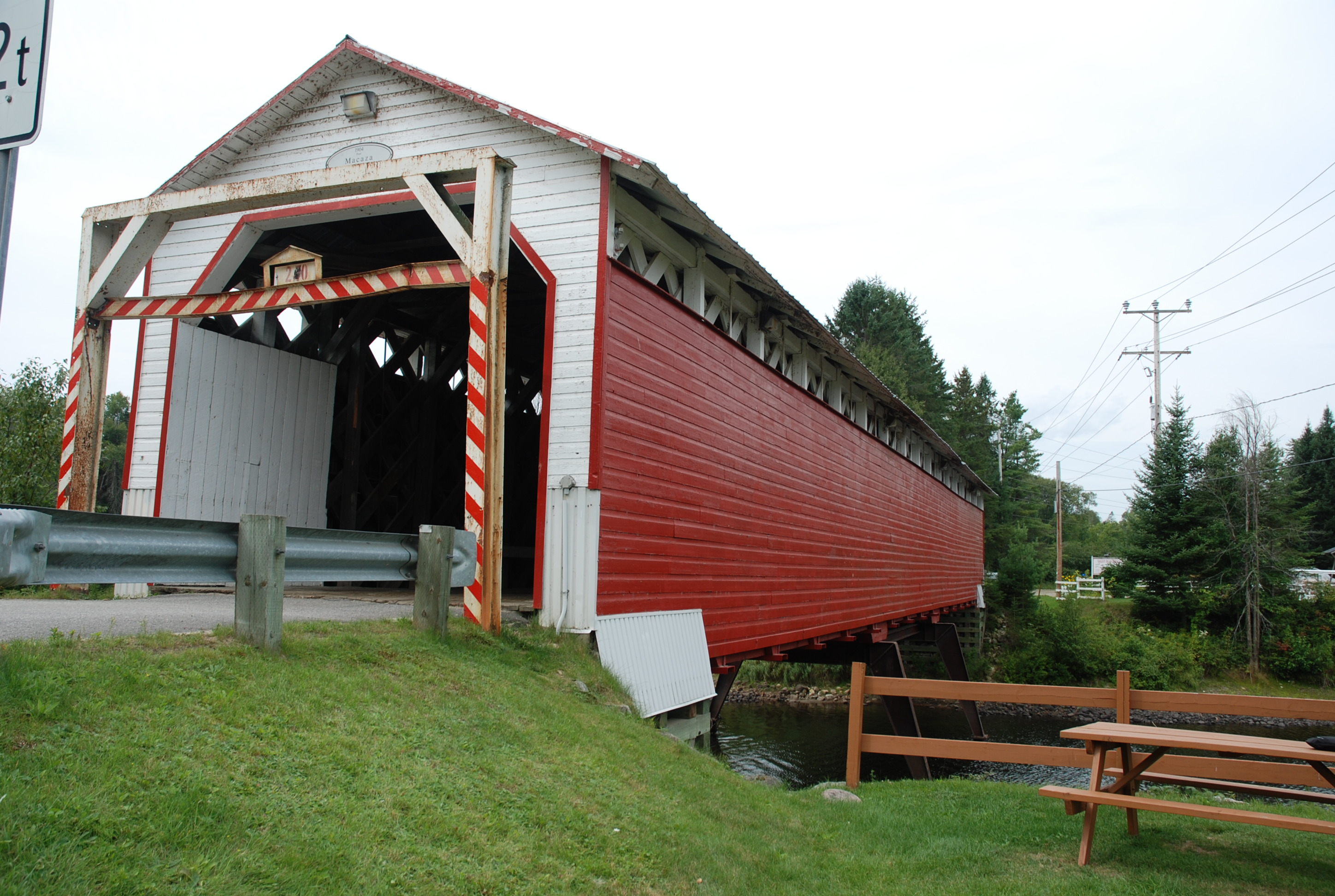
Pont couvert La Macaza bâti en 1904
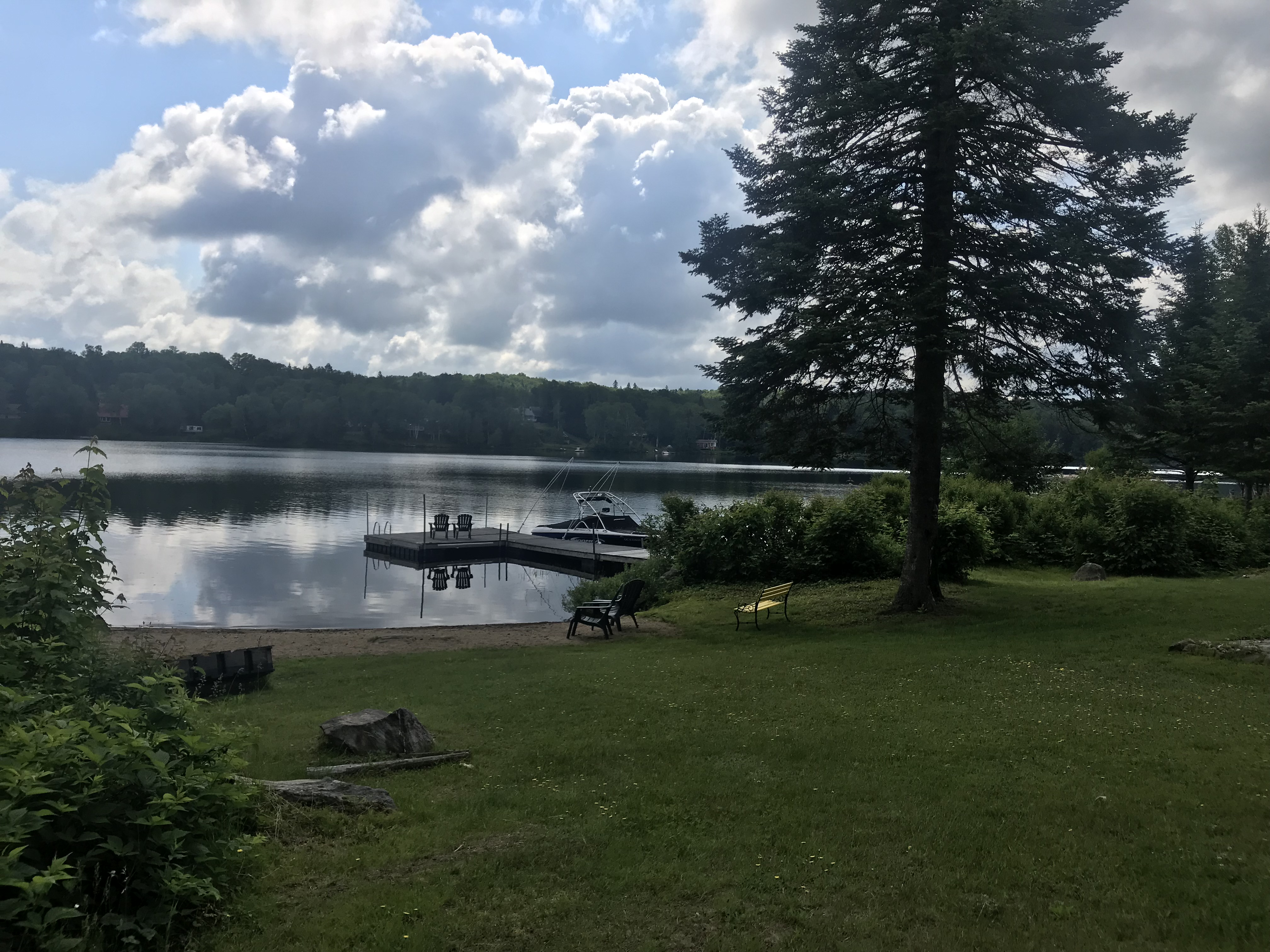
Le Lac Chaud à La Macaza